# Rivière Godefroy
Rivière Godefroy är ett vattendrag i Kanada.   Det ligger i provinsen Québec, i den sydöstra delen av landet, 260 km öster om huvudstaden Ottawa.
Trakten runt Rivière Godefroy består till största delen av jordbruksmark. Runt Rivière Godefroy är det ganska tätbefolkat, med 62 invånare per kvadratkilometer.